# منزل العباسي
منزل العباسي هو متحف منزلي تاريخي كبير في كاشان بإيران. تم بنائه خلال أواخر القرن الثامن عشر وكان يملكه تاجر زجاج ثري. لقد حُوِّل جزئيًا إلى مقهى ومطعم تقليدي ومتجر صغير. تقع منازل أخرى مماثلة له، بما في ذلك منزل بورجردي وومنزل طبطبائي الواقعان في مكان قريب من منزل العباسي.

## البناء
يتكون منزل عباسي من العديد من الساحات والمباني متعددة الطوابق، وهو مزين بنقوش من الجص والزجاج الملون وغيرها. تحتوي إحدى الغرف على سقف مصمم بقطع مرايا لإعطاء انطباع كما لو كانت السماء المرصعة بالنجوم تحت بريق الشموع الليلي. كما تم بناء ممرات سرية في المنزل.

## صالة عرض

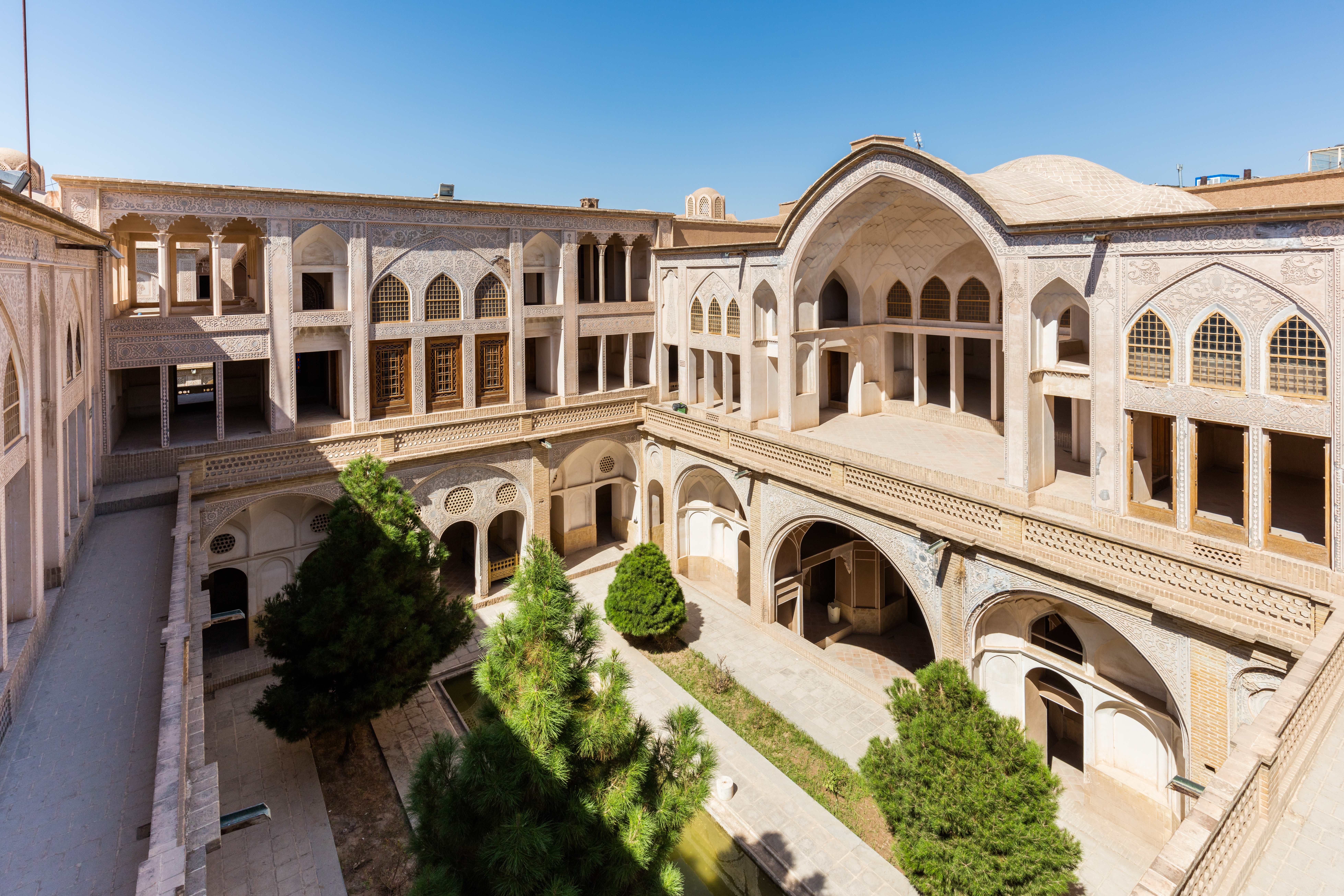
منظر خارجي لمنزل العباسي وفناءه المركزي.
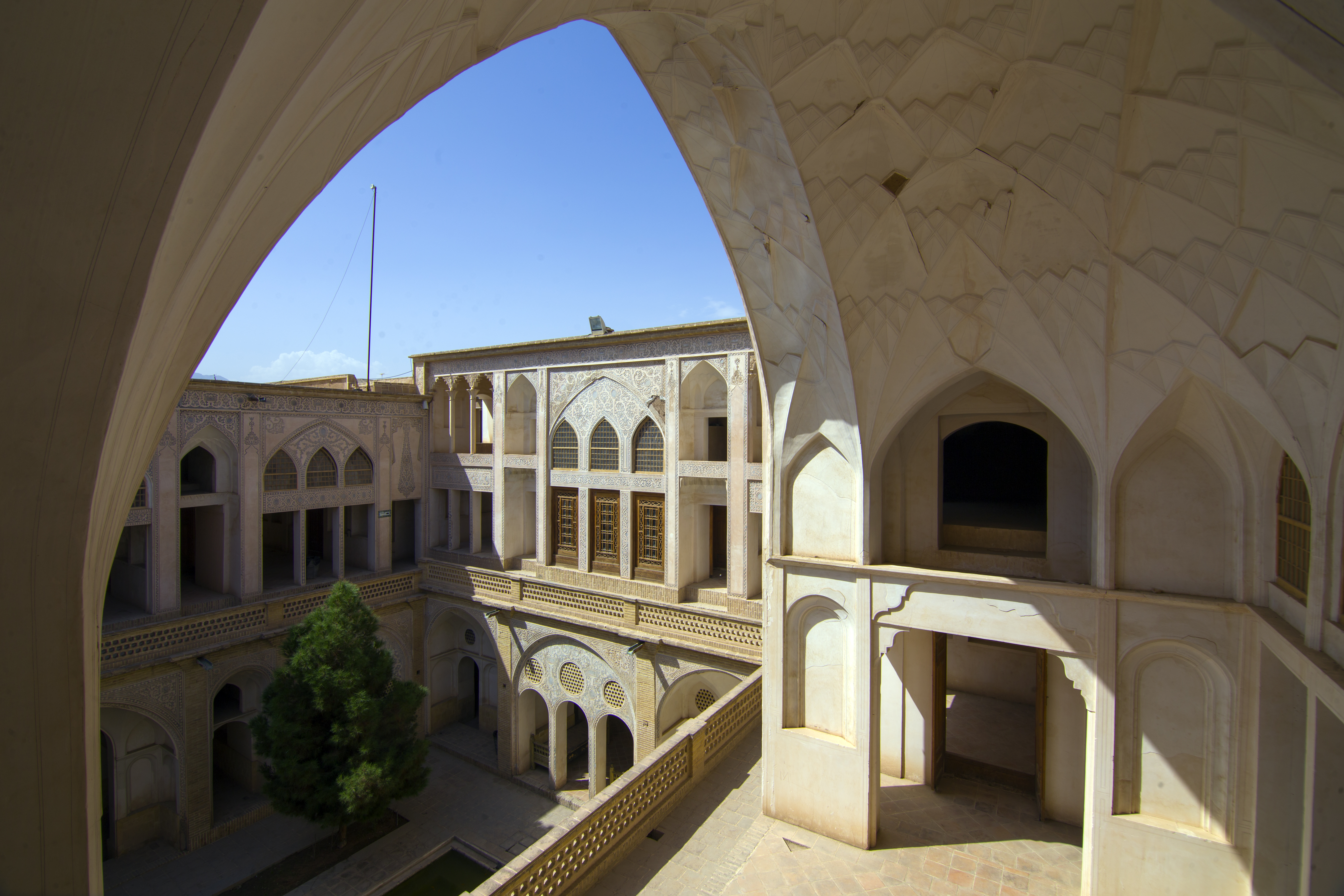
منظر من داخل شرفة داخل منزل العباسي.
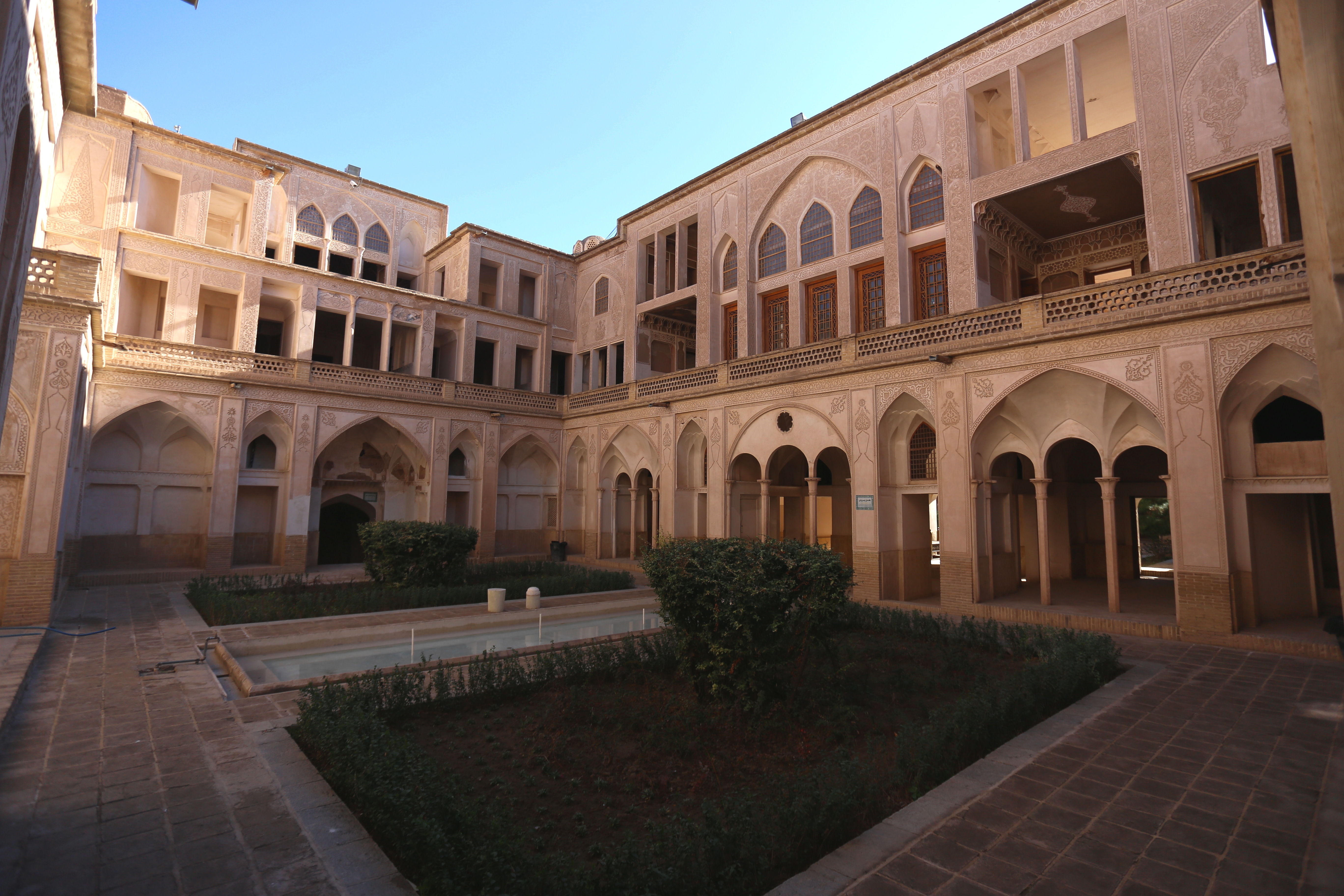
حدائق وحمام سباحة في الفناء المركزي لدار العباسي.
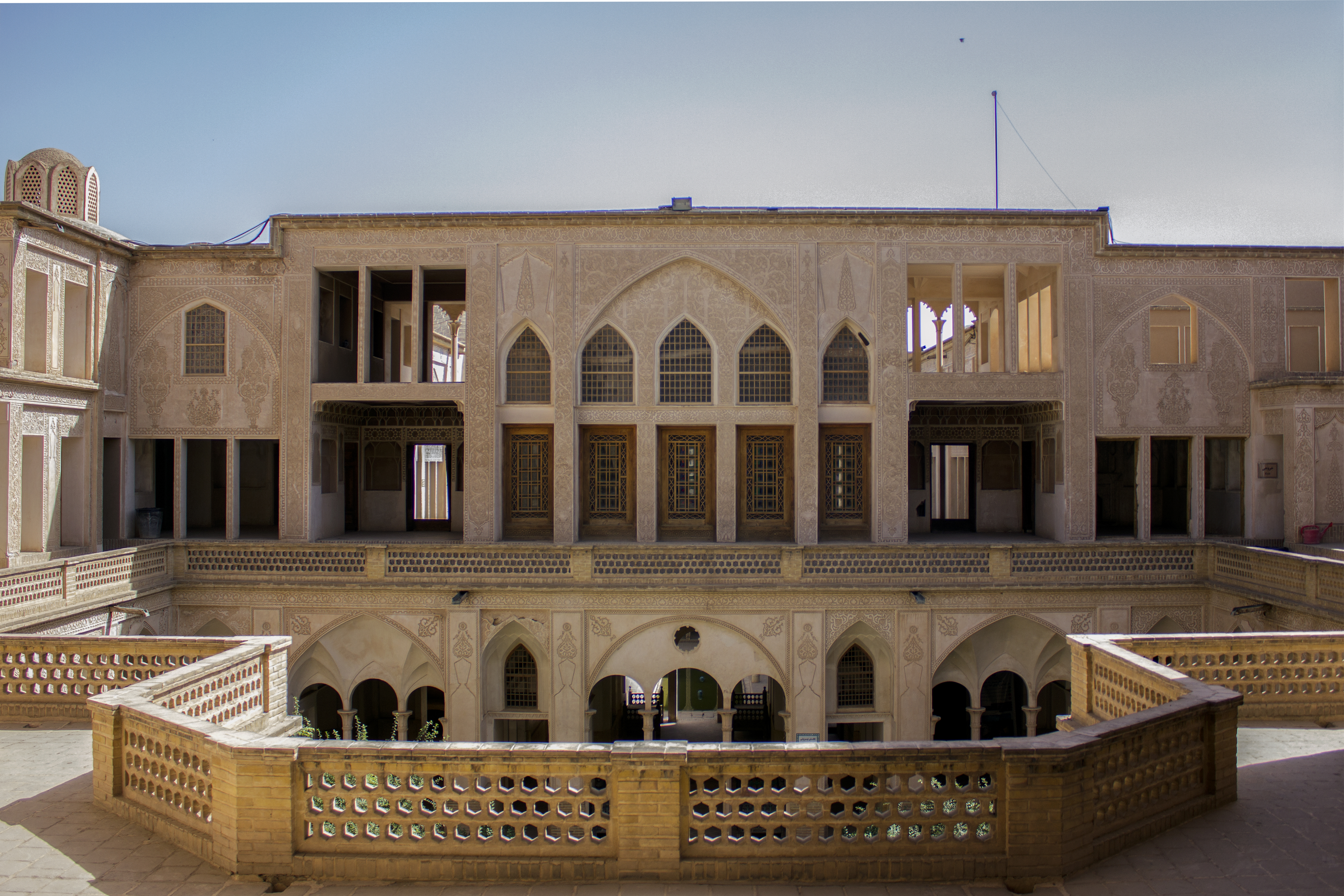
منظر خارجي للطابق العلوي من منزل العباسي.
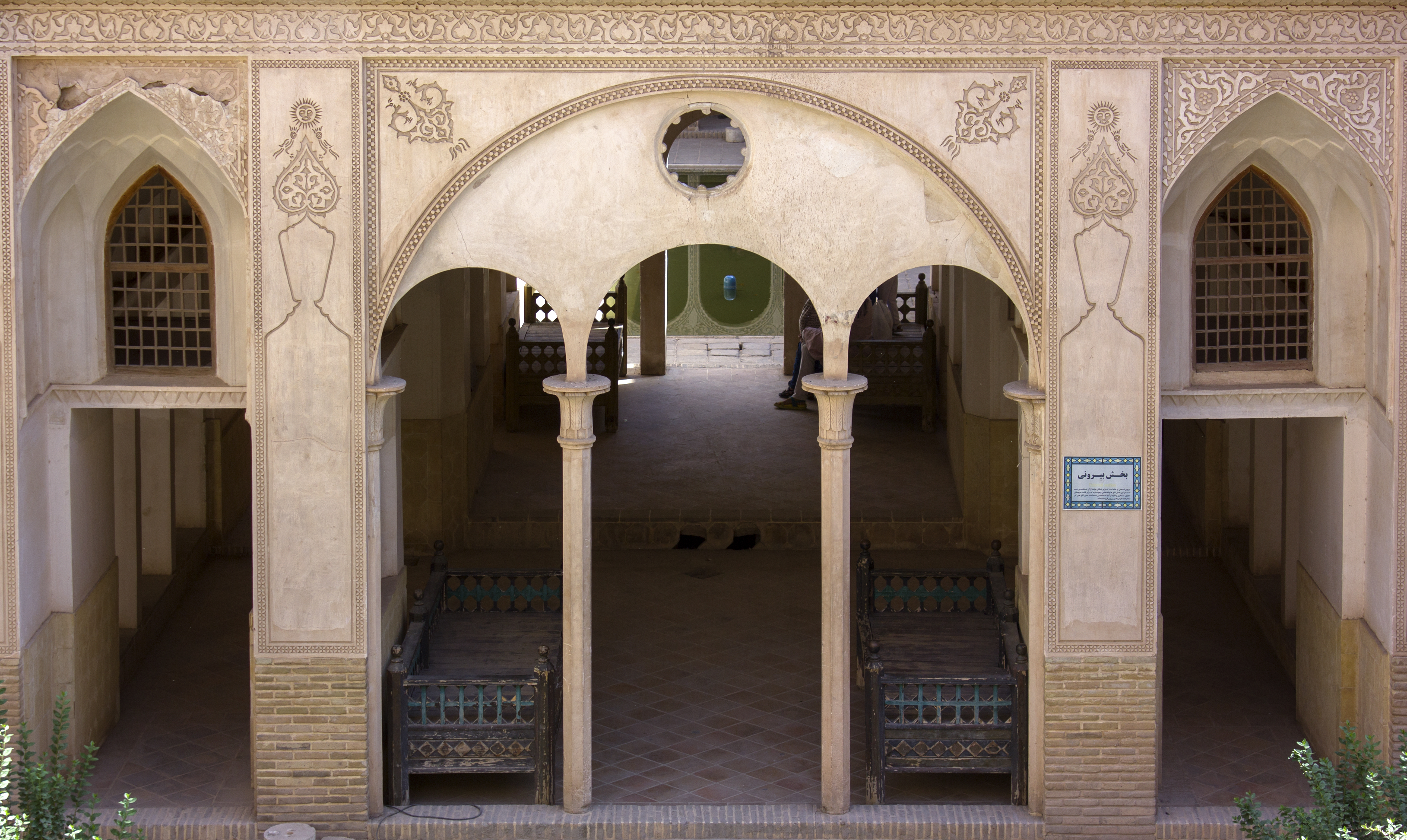
منظر خارجي لممرات الطابق السفلي داخل منزل العباسي.
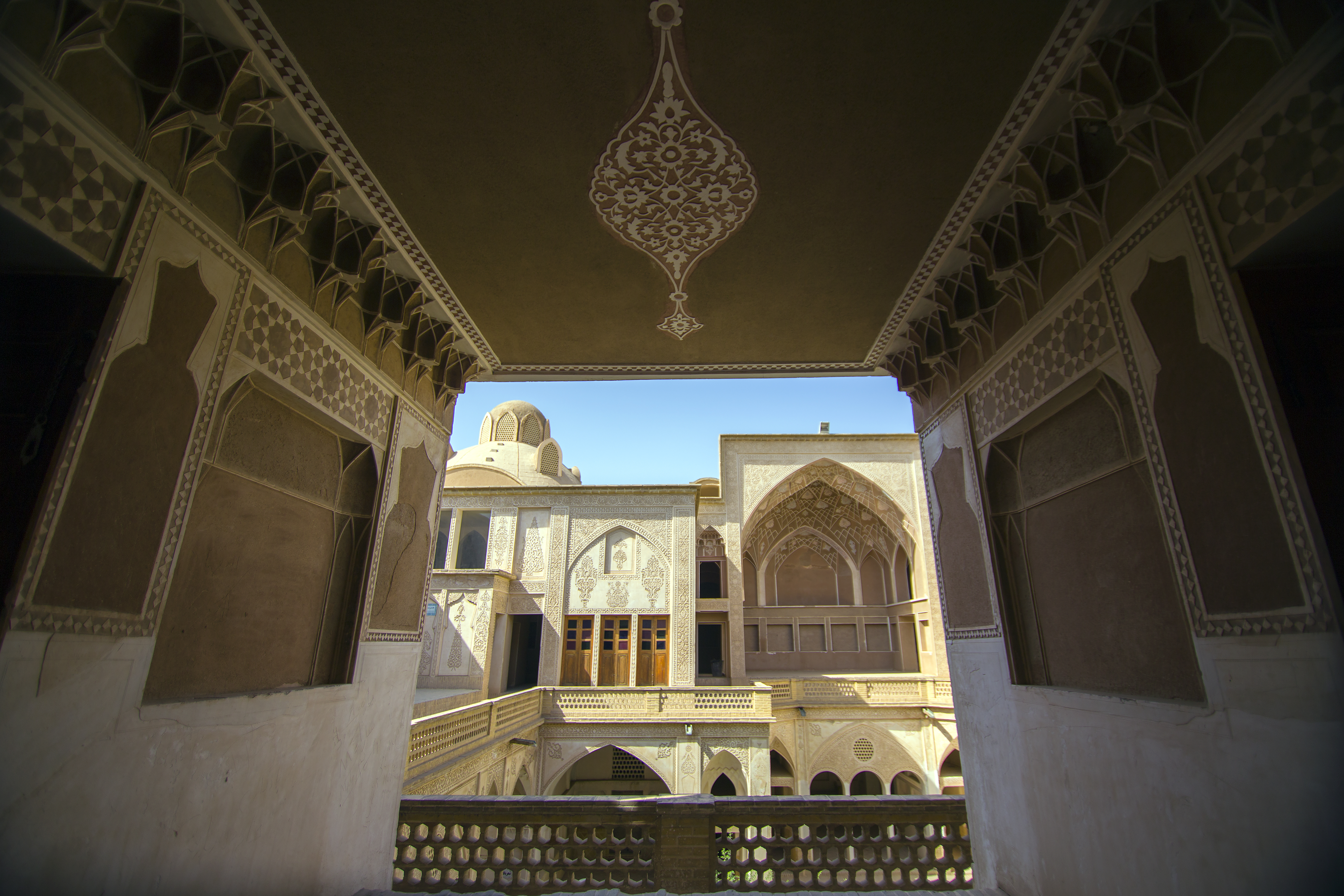
منظر من داخل غرفة في الطابق العلوي داخل منزل العباسي.
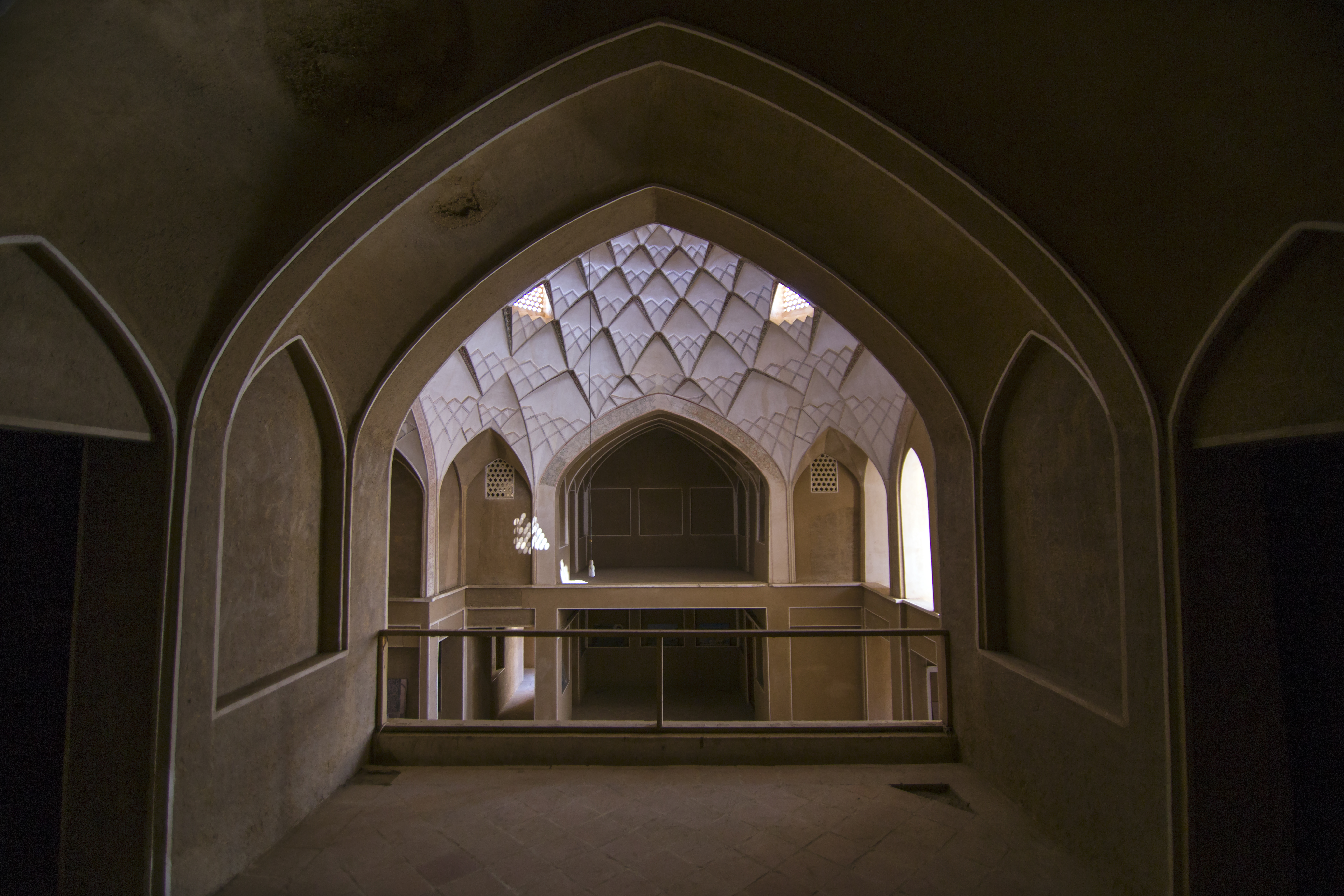
غرف في الطابق العلوي داخل منزل العباسي.
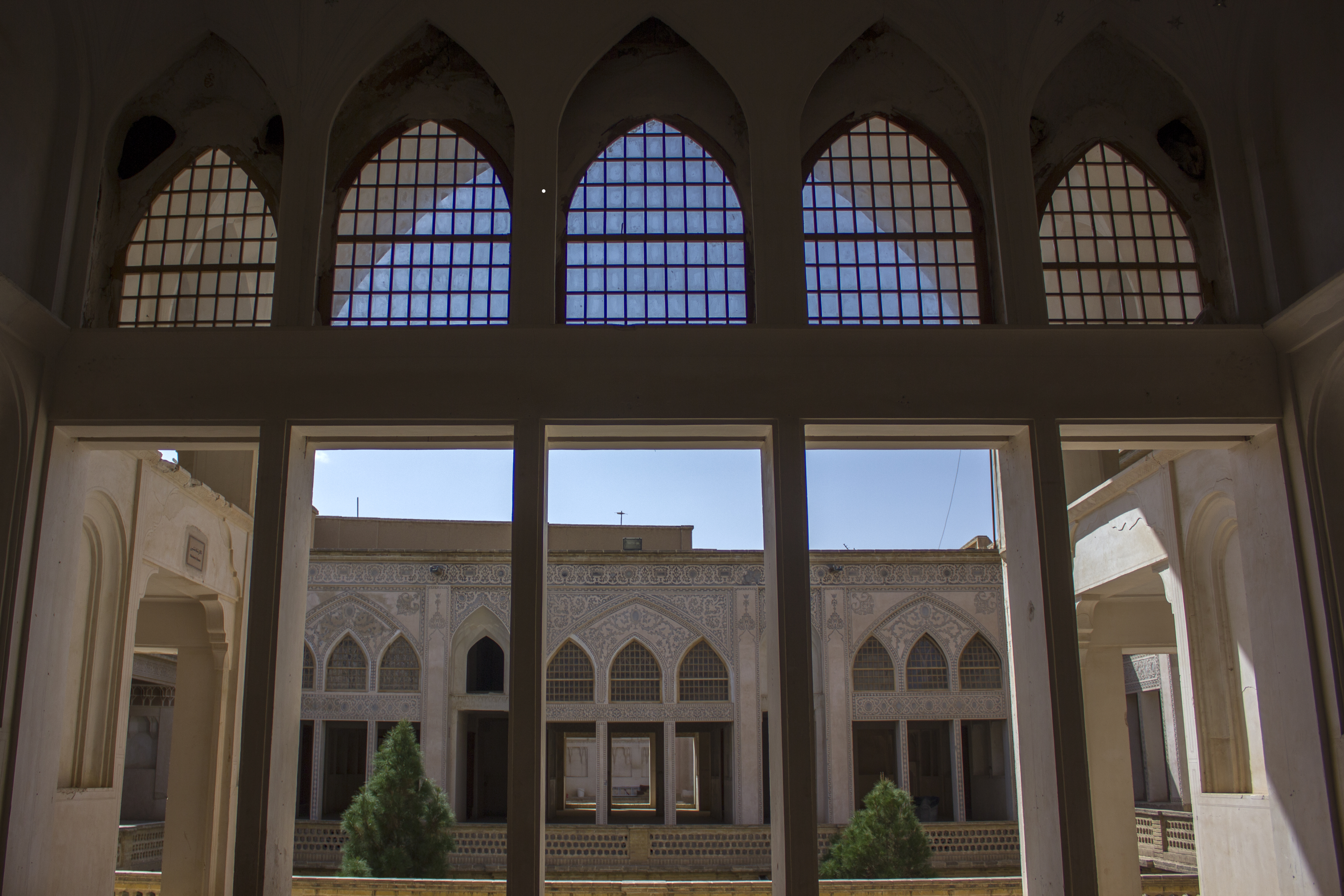
منظر من داخل غرفة في الطابق العلوي داخل منزل العباسي.
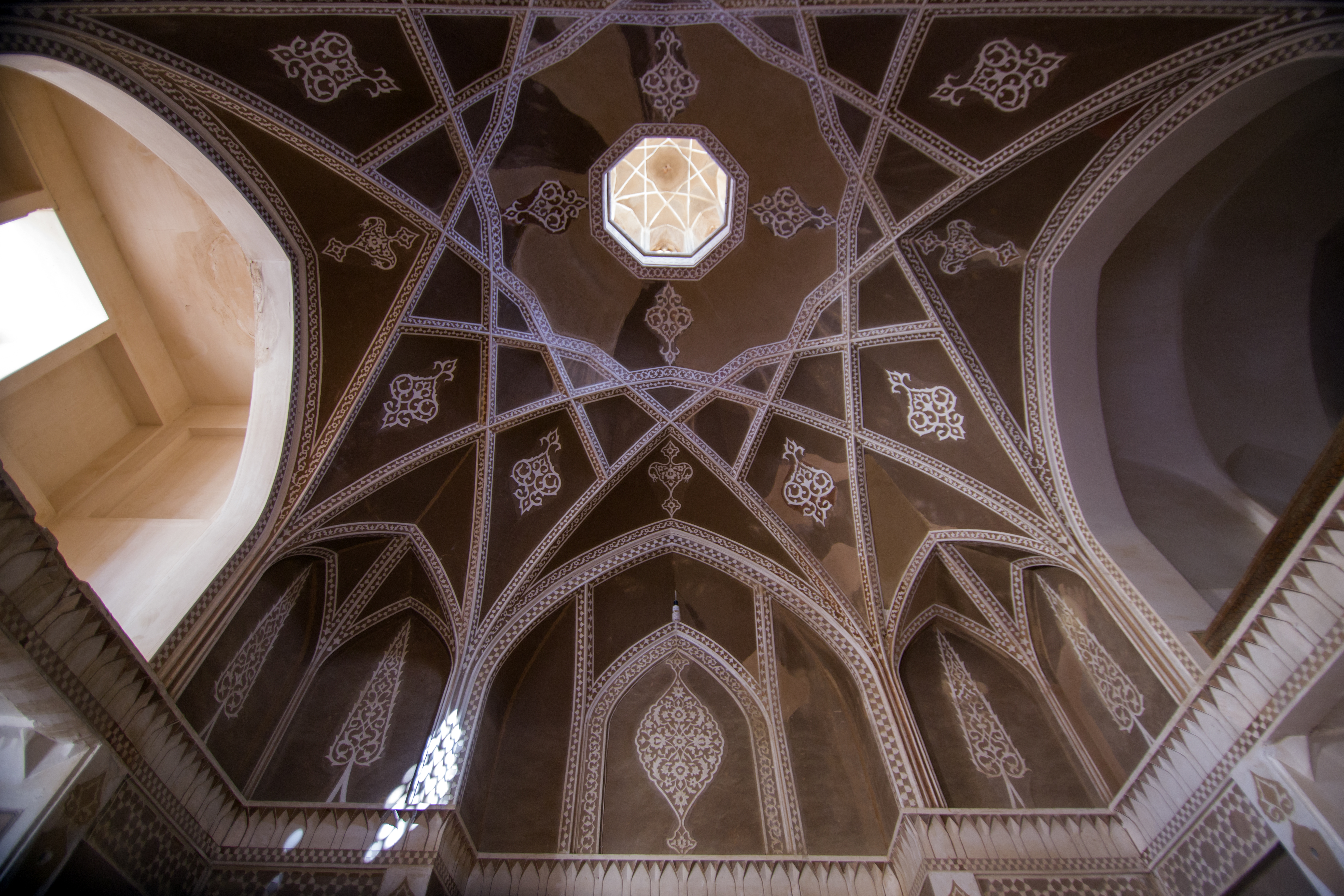
سقف داخل منزل العباسي.
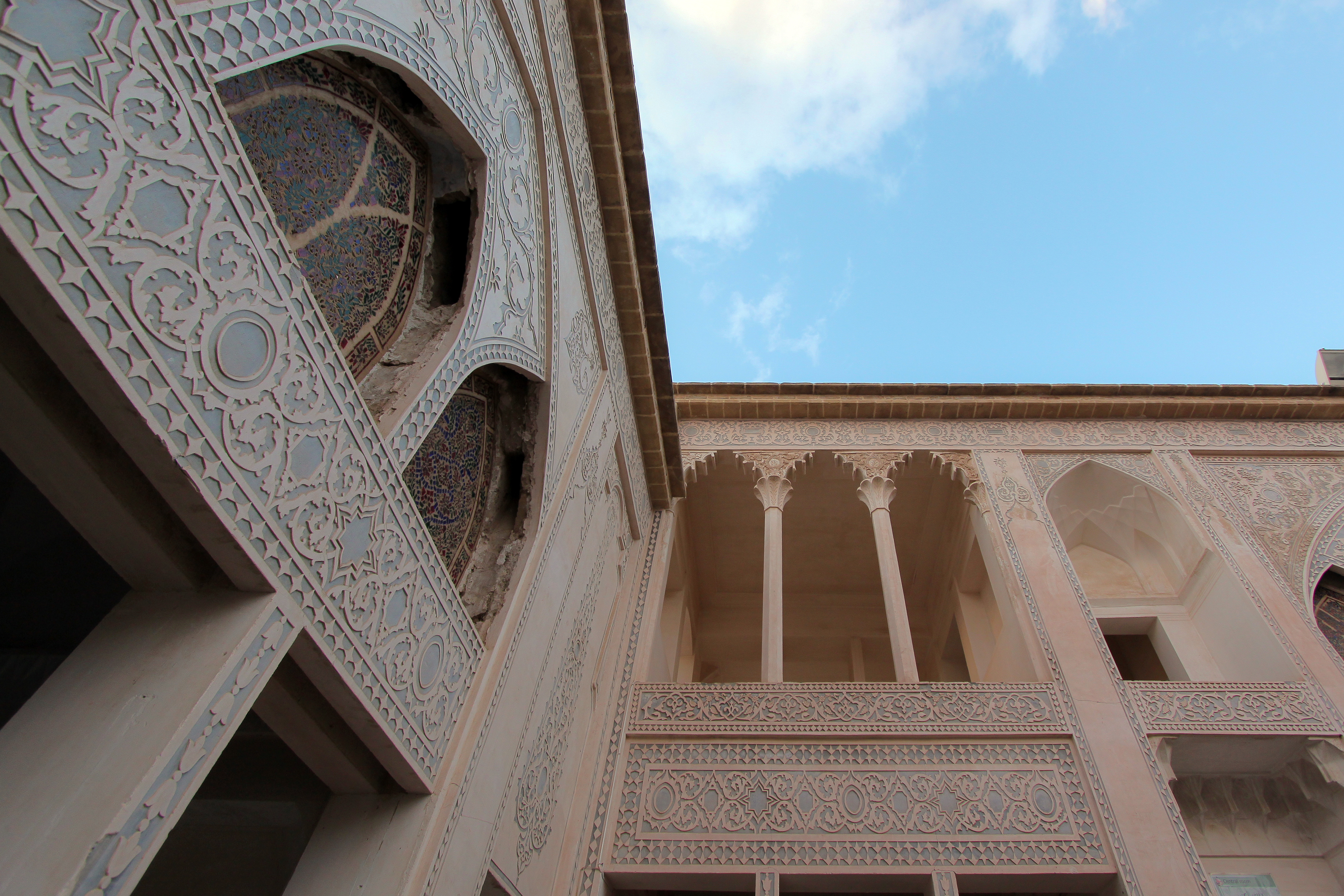
نقوش على الجدران الخارجية لدار العباسي.
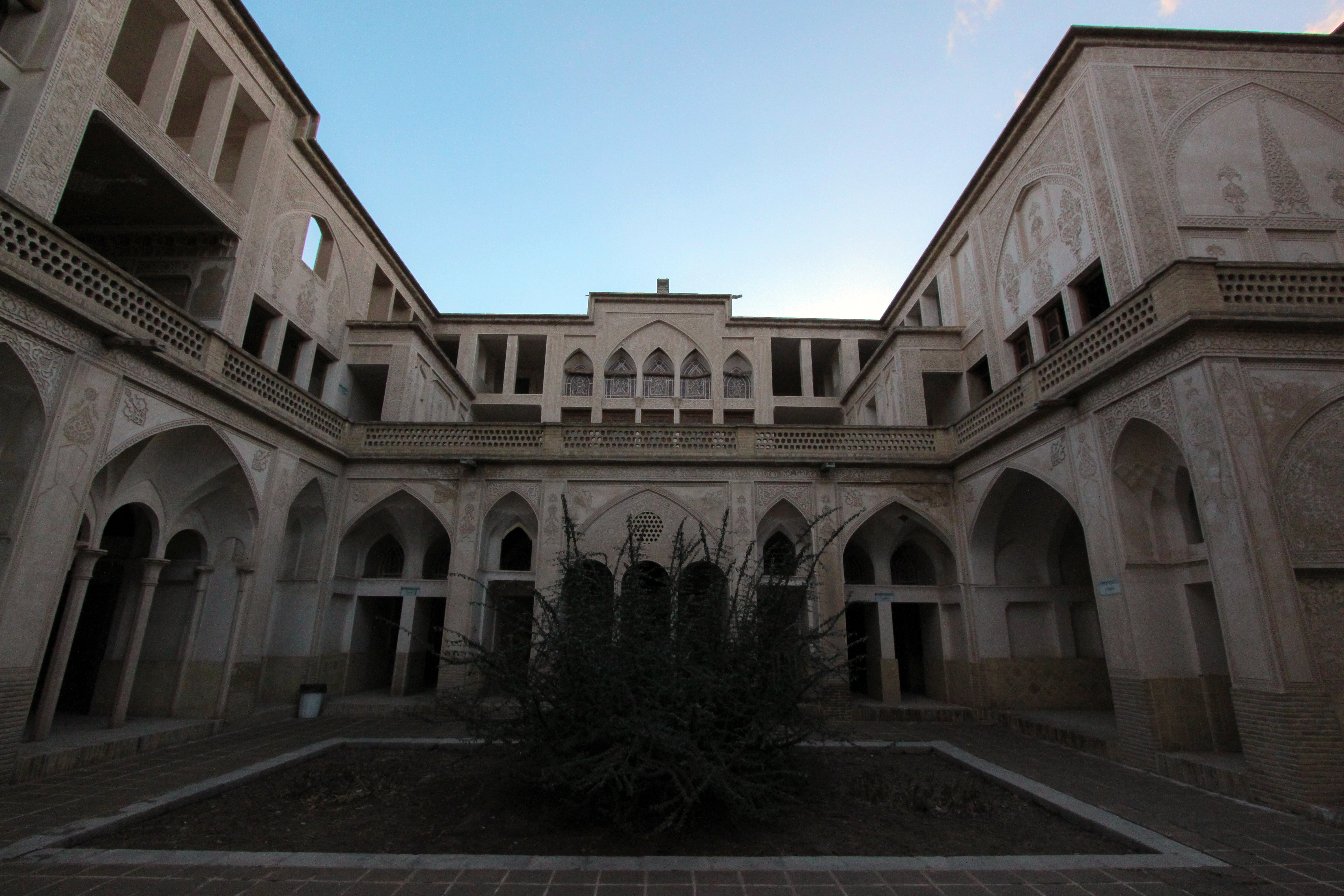
الفناء المركزي لدار العباسي.
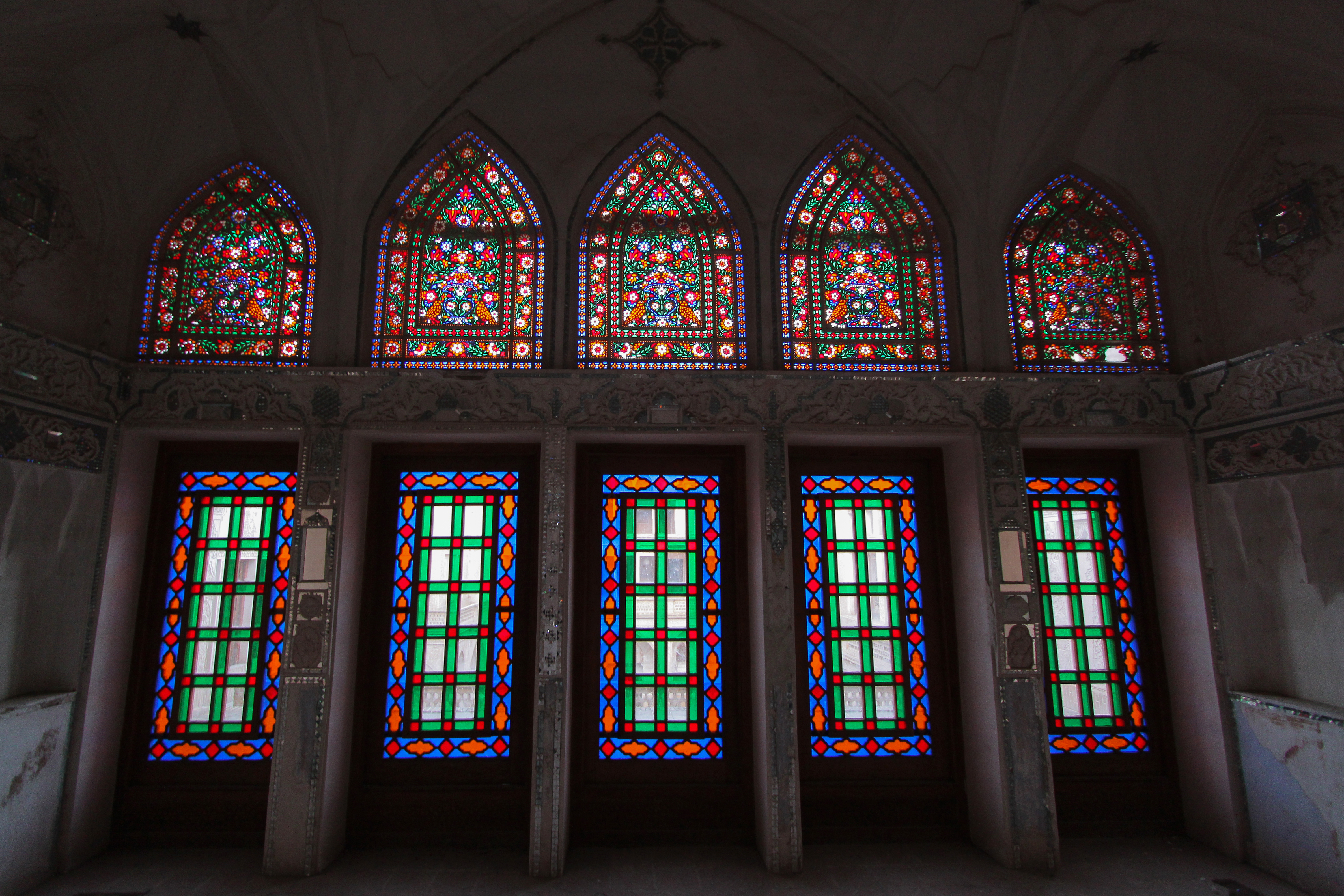
أعمال الزجاج المعشق داخل بيت العباسي.